# Squanto: A Warrior's Tale
Squanto: A Warrior's Tale is een Amerikaanse avonturenfilm uit 1994, geregisseerd door Xavier Koller en geproduceerd door Kathryn F. Galan. De hoofdrollen worden vertolkt door Adam Beach, Sheldon Peters Wolfchild en Irene Bedard.

## Verhaal
De indiaan Squanto leeft met zijn familie in de 17e eeuw in een rustig dorpje in Amerika. Op een dag komt er een groep Engelse bonthandelaren. Zij kidnappen Squanto en zijn vriend Epenow. Tijdens een show weet Squanto echter te ontsnappen. Hij krijgt onderdak bij een groep monniken die hem beschermen en hem Engels leren spreken. Maar het is nog niet voorbij. De gemene Sir George, die hem meenam naar Engeland, wil hem terug.

## Rolbezetting
| Acteur                      | Personage              |
| --------------------------- | ---------------------- |
| Adam Beach                  | Squanto                |
| Sheldon Peters Wolfchild    | Mooshawset             |
| Irene Bedard                | Nakooma                |
| Eric Schweig                | Epenow                 |
| Leroy Peltier               | Pequod                 |
| Michael Gambon              | Sir George             |
| Nathaniel Parker            | Thomas Dermer          |
| Alex Norton                 | Harding                |
| Mark Margolis               | Kapitein Hunt          |
| Julian Richings             | Sir George's Dienaar   |
| Mandy Patinkin              | Broeder Daniel         |
| Donal Donnelly              | Broeder Paul           |
| Stuart Pankin               | Broeder Timothy        |
| Paul Klementowicz           | Broeder James          |
| Bray Poor                   | Dokter Fuller          |
| Tim Hopper                  | William Bradford       |
| John Saint Ryan             | Myles Standish         |
| John Dunn-Hill              | Gouverneur John Carver |
| Selim Running Bear Sandoval | Attaquin               |